# 京都市立高雄中学校
京都市立高雄中学校（きょうとしりつ たかおちゅうがっこう）は、京都府京都市右京区にあった公立中学校。2021年3月閉校。閉校後は京都市立双ヶ丘中学校にバス通学することになる。

## 沿革
- 1947年（昭和22年）5月 - 学制改革により開校
- 1953年（昭和28年）11月 - 現在地に移転
- 1958年（昭和33年）3月 - 校旗制定
- 1976年（昭和41年）6月 - 新校舎が完成
- 2018年（平成30年）11月 - 高尾校PTAが統合を決議[2]
- 2019年（平成31年・令和元年）
  - 2月 - 高雄自治連合会が統合を目指すことを決定[2]
  - 7月 - 双ケ丘・高雄中学校統合準備委員会を設立[2]
  - 9月 - 高尾中、双ケ丘中の地元の自治連合会などが京都市教育委員会に要望書を提出[2]
- 2021年（令和3年）
  - 3月19日 - 閉校式を実施[3]
  - 3月31日 - 閉校

## 部活動
- 陸上競技部
- 太鼓部
- 茶道部

## 通学区域
以下の小学校区を通学区域とする。
- 京都市立高雄小学校

## 周辺
- 右京区役所高雄出張所
- 京都市立高雄小学校
- 右京警察署高雄駐在所

## アクセス
- 山陰本線 花園駅